# Veintiocho de Noviembre
Veintiocho de Noviembre est une ville de Patagonie
argentine, située dans le département de Güer Aike, en province de Santa Cruz. 

La ville a été construite en 1987, dans le cadre de l'exploitation des gisements de charbon de la région.

## Situation
La ville se trouve sur le trajet de la route nationale 40 au kilomètre 380.

## Population
La ville comptait 4 686 habitants en 2001, en hausse de 41,27 % par rapport aux 3 317 habitants recensés en 1991.

## Tourisme
C'est une localité minière créée en 1987. Actuellement beaucoup de touristes la visitent, étant donné sa proximité avec la ville chilienne de Puerto Natales.